# Natação no Campeonato Mundial de Esportes Aquáticos de 2011 - 4x100 m medley feminino
A prova do revezamento 4x100 metros medley feminino da natação no Campeonato Mundial de Esportes Aquáticos de 2011 ocorreu no dia 30 de julho no Shanghai Oriental Sports Center  em Xangai.

## Recordes
Antes desta competição, os recordes mundiais e do campeonato nesta prova eram os seguintes:
| Tipo                  | Atleta | Tempo   | Local | Data                |
| --------------------- | ------ | ------- | ----- | ------------------- |
|                       | China  | 3:52.19 | Roma  | 1 de agosto de 2009 |
| Recorde do campeonato | China  | 3:52.19 | Roma  | 1 de agosto de 2009 |

## Medalhistas
| Ouro                                                                             | Prata                                             | Bronze                                                                        |
| Estados Unidos · Natalie Coughlin · Rebecca Soni · Dana Vollmer · Missy Franklin | China · Zhao Jing · Ji Liping · Lu Ying · Tang Yi | Austrália · Belinda Hocking · Leisel Jones · Alicia Coutts · Merindah Dingjan |

## Resultados

### Eliminatórias
17 nações participaram da prova. As 8 melhores nações se classificaram para a final.
| Pos. | Bateria | Raia | Nadadoras      | Nacionalidade                                                                                                  | Tempo   | Notas            |
| ---- | ------- | ---- | -------------- | --- | ------- | ---------------- |
| 1    | 3       | 4    | Estados Unidos | Elizabeth Pelton (1:00.19) Rebecca Soni (1:04.97) Christine Magnuson (57.54) Amanda Weir (54.25)               | 3:56.95 | Q                |
| 2    | 3       | 6    | Rússia         | Anastasia Zuyeva (59.53) Yuliya Yefimova (1:06.31) Irina Bespalova (58.77) Veronika Popova (54.47)             | 3:59.08 | Q                |
| 3    | 3       | 5    | China          | Gao Chang (1:01.07) Sun Ye (1:07.12) Jiao Liuyang (57.82) Li Zhesi (53.43)                                     | 3:59.44 | Q                |
| 4    | 2       | 4    | Austrália      | Stephanie Rice (1:01.47) Leisel Jones (1:06.71) Alicia Coutts (57.21) Merindah Dingjan (54.23)                 | 3:59.62 | Q                |
| 5    | 2       | 5    | Reino Unido    | Georgia Davies (1:00.15) Kate Haywood (1:08.19) Jemma Lowe (57.28) Amy Smith (54.03)                           | 3:59.65 | Q                |
| 6    | 1       | 4    | Japão          | Aya Terakawa (1:00.40) Satomi Suzuki (1:07.15) Yuka Kato (58.40) Haruka Ueda (54.13)                           | 4:00.08 | Q                |
| 7    | 3       | 3    | Canadá         | Sinead Russell (1:00.16) Jillian Tyler (1:07.70) Katerine Savard (57.91) Chantal van Landeghem (54.95)         | 4:00.72 | Q                |
| 8    | 2       | 3    | Alemanha       | Jenny Mensing (1:01.30) Sarah Poewe (1:07.24) Sina Sutter (58.65) Daniela Schreiber (53.71)                    | 4:00.90 | Q                |
| 9    | 1       | 3    | Dinamarca      | Mie Nielsen (1:01.73) Rikke Pedersen (1:07.49) Jeanette Ottesen (58.07) Pernille Blume (54.31)                 | 4:01.60 |                  |
| 10   | 1       | 5    | Suécia         | Sarah Sjöström (1:01.24) Joline Höstman (1:08.71) Martina Granström (58.27) Ida Marko-Varga (54.49)            | 4:02.71 |                  |
| 11   | 2       | 7    | Países Baixos  | Femke Heemskerk (1:01.30) Moniek Nijhuis (1:08.64) Inge Dekker (58.27) Maud van der Meer (54.99)               | 4:03.20 |                  |
| 12   | 2       | 6    | Espanha        | Duane da Rocha (1:01.27) Marina Garcia Urzainque (1:08.65) Judit Ignacio Sorribes (59.03) Maria Fuster (55.03) | 4:03.98 | Recorde nacional |
| 13   | 3       | 2    | França         | Alexianne Castel (1:01.30) Sophie de Ronchi (1:08.57) Aurore Mongel (59.65) Camille Muffat (54.53)             | 4:04.05 |                  |
| 14   | 1       | 6    | Itália         | Elena Gemo (1:02.65) Chiara Boggiatto (1:08.21) Ilaria Bianchi (59.05) Federica Pellegrini (54.83)             | 4:04.74 | Recorde nacional |
| 15   | 1       | 2    | África do Sul  | Karin Prinsloo (1:01.30) Suzaan van Biljon (1:09.10) Vanessa Mohr (58.43) Leone Vorster (56.14)                | 4:04.97 |                  |
| 16   | 1       | 7    | Finlândia      | Anni Alitalo (1:04.37) Jenna Laukkanen (1:08.93) Emilia Pikkarainen (1:00.90) Hanna-Maria Seppala (54.27)      | 4:08.47 | Recorde nacional |
| 17   | 3       | 7    | Brasil         | Etiene Medeiros (1:04.27) Carolina Mussi (1:14.32) Daynara de Paula (1:00.12) Tatiana Lemos (55.81)            | 4:14.52 |                  |
| –    | 2       | 2    | Coreia do Sul  | |         | DNS              |

### Final
Estes são os resultados da final.
| Pos.              | Raia | Nadadores      | Nacionalidade                                                                                      | Tempo   | Notas              |
| ----------------- | ---- | -------------- | -------------------------------------------------------------------------------------------------- | ------- | ------------------ |
| Medalha de ouro   | 4    | Estados Unidos | Natalie Coughlin (59.12) Rebecca Soni (1:04.71) Dana Vollmer (55.74) Missy Franklin (52.79)        | 3:52.36 | Recorde da América |
| Medalha de prata  | 3    | China          | Zhao Jing (59.24) Ji Liping (1:06.27) Lu Ying (56.77) Tang Yi (53.33)                              | 3:55.61 |                    |
| Medalha de bronze | 6    | Austrália      | Belinda Hocking (59.91) Leisel Jones (1:06.18) Alicia Coutts (56.69) Merindah Dingjan (54.35)      | 3:57.13 |                    |
| 4                 | 5    | Rússia         | Anastasia Zuyeva (59.13) Yuliya Yefimova (1:05.91) Irina Bespalova (58.61) Veronika Popova (53.73) | 3:57.38 | Recorde nacional   |
| 5                 | 7    | Japão          | Aya Terakawa (1:00.02) Satomi Suzuki (1:06.30) Yuka Kato (57.55) Yayoi Matsumoto (53.97)           | 3:57.84 |                    |
| 6                 | 2    | Reino Unido    | Georgia Davies (59.95) Stacey Tadd (1:09.14) Ellen Gandy (57.97) Francesca Halsall (54.03)         | 4:01.09 |                    |
| –                 | 1    | Canadá         | Sinead Russell (59.69) Jillian Tyler (–) Katerine Savard (–) Julia Wilkinson (–)                   |         | DSQ                |
| –                 | 8    | Alemanha       | Jenny Mensing (1:01.21) Sarah Poewe (–) Sina Sutter (–) Daniela Schreiber (–)                      |         | DSQ                |

Legenda
| Recorde mundial       | Recorde mundial (World record)               |                       | Recorde africano                      | Recorde africano (African) |                                           | Q | Classificado por posição (Qualified) |
| Recorde do campeonato | Recorde do campeonato (Championship record)  | Recorde da América    | Recorde da América (Americas)         | q                          | Classificado por melhor tempo (Qualified) |   |                                      |
| Melhor marca do ano   | Melhor marca do ano (World leading)          | Recorde asiático      | Recorde asiático (Asian)              | DNS                        | Não largou (Did not start)                |   |                                      |
| Recorde nacional      | Recorde nacional (National record)           | Recorde europeu       | Recorde europeu (European)            | DNF                        | Não terminou (Did not finish)             |   |                                      |
| Recorde pessoal       | Recorde pessoal do atleta (Personal best)    | Recorde da Oceania    | Recorde da Oceania (Oceania)          | DSQ / DQ                   | Desclassificado (Disqualified)            |   |                                      |
| Recorde da temporada  | Recorde da temporada do atleta (Season best) | Recorde sul-americano | Recorde sul-americano (South America) | NM                         | Sem marca (No mark)                       |   |                                      |